# آشوینی (بازیگر)
آشوینی (انگلیسی: Ashwini؛ ۱۴ ژوئیهٔ ۱۹۶۹ – ۲۳ سپتامبر ۲۰۱۲) یک هنرپیشه اهل هند بود. وی بین سال‌های ۱۹۸۰ تا ۲۰۱۲ میلادی فعالیت می‌کرد.